# Haplochromis rubripinnis
Espèce
Synonymes
- Lithochromis rubripinnis Seehausen, Lippitsch & Bouton, 1998

Statut de conservation UICN

 LC  : Préoccupation mineure
Haplochromis rubripinnis est une espèce de poissons de la famille des Cichlidés. Elle est endémique du golfe Mwanza dans le sud du lac Victoria en Tanzanie.